# Carbonero el Mayor
Carbonero el Mayor is een gemeente in de Spaanse provincie Segovia in de regio Castilië en León met een oppervlakte van 66,35 km². Carbonero el Mayor telt 2.529 inwoners (1 januari 2016).